# Adriana Freire
Adriana Freire (Caldas da Rainha, 1959) es una periodista y fotógrafa portuguesa, especializada en gastronomía. Fundó los proyectos de solidaridad social Cozinha Popular da Mouraria y Muita Fruta, con el objetivo de combatir el desperdicio de alimentos en la ciudad de Lisboa.

## Trayectoria
Freire nació en Caldas da Rainha en 1959. En el Museo José Malhoa de esa localidad exploró diversas técnicas de expresión como la pintura, el teatro de títeres o la arcilla. Posteriormente asistió a la Escuela Artística António Arroio de Lisboa, donde se graduó. Fue profesora de Educación Visual en Alcobaça y trabajó como asistente de fotografía de Álvaro Rosendo en la Galería Monumental.
A finales de los años 90 del siglo XX, Freire comenzó a ejercer como fotógrafa y periodista en el ámbito de la gastronomía, publicando sus primeros textos y fotografías de cocina en la revista Marie Claire bajo el seudónimo de Clara Castelo. También escribió para Pais e Filhos y para Notícias Magazine bajo el mismo seudónimo.
En 2012, Freire creó la Cozinha Popular da Mouraria, un proyecto social con el objetivo de fomentar la integración de los vecinos del barrio de la Mouraria, la mayoría de ellos pertenecientes a comunidades extranjeras asentadas en el barrio. A Cozinha es un espacio abierto a la comunidad, donde los chefs pueden ser vecinos o profesionales con estrellas Michelin. El proyecto contó con el patrocinio del Ayuntamiento de Lisboa, a través del programa BIP/ZIP, que apoya acciones en áreas de la ciudad consideradas prioritarias. La Cocina Popular da Mouraria recibe a personas sujetas a trabajos comunitarios.
Freire creó también el proyecto Muita Fruta, apoyado igualmente por BIP/ZIP, cuyos objetivos son reducir el desperdicio de alimentos y promover el desarrollo económico en la capital portuguesa a través del mapeo de árboles frutales en la ciudad de Lisboa y el aprovechamiento de sus frutos.
En 2013, fue invitada al programa 5 Pra Meia-Noite de la RTP. En 2015, Freire fue miembro del jurado de las candidaturas al Centro de Innovación Mouraria, el primer laboratorio ciudadano en Lisboa dedicado a apoyar proyectos e ideas de negocio de las industrias creativas y avalado por el Ayuntamiento.

## Obra
Como autora:
- 1996 - Peregrinaciones y Romeiros, Olhapim Edições, ISBN 9729650160 [12][13][14]

Como autora de las fotografías de los siguientes libros:
- 1995 - Olivais: retrato dum bairro, textos de Helena Torres y Catarina Portas, fotografía Adriana Freire, editorial Liscenter, ISBN 9729676402
- 1994 - 18º Encontros Gulbenkian de Música Contemporânea, coord. de textos y trad. Claúdia Mealha, fotografía Adriana Freire, Fundação Calouste Gulbenkian[16]

- 1996 - Romarias: um inventário de santuários de Portugal, texto de João Vasconcelos, fotografía de Adriana Freire, Rui Amador, Olhapim Edições, ISBN 9729650144
- 1996 - Receitas de Todo o Ano, fotografía de Miguel Fonseca da Costa y Adriana Freire, Pingo Doce[17]
- 1997 - Pousada Sta. Maria do Bouro: Pousadas de Portugal , autores Margarida Ramalho, Luís Ferreira Guerreiro, fotografía Adriana Freire, ENATUR, ISBN 9729647240[18]
- 2002 - Wordsong, de Al Berto; Org: Pedro d'Orey, Alexandre Cortez y Nuno Grácio; fotografía de Adriana Freire, 101 Nights, ISBN 9789728494148 [19][20]
- 2002 - Pintura portuguesa no século XX, textos de Bernardo Frei Pinto de Almeida, fotografía de Adriana Freire, Biblioteca Lello, Artes & Letras[21]

- 2003 - A minha cozinha, textos de Helena Sacadura Cabral, fotografía de Adriana Freire, Oficina do Livro, ISBN 9895550448[22]
- 2004 - Dieta à minha maneira, textos de Helena Sacadura Cabral, fotografía de Adriana Freire, Oficina do Livro, ISBN 989555088X
- 2004 - Cozinheiros & cozinhados, texto de Manuel de Lancastre, fotografía Adriana Freire, ISBN 9729924902 [23]
- 2005 - A caça no prato, textos de Manuel de Lancastre, fotografía de Adriana Freire, Impresora Portuguesa, ISBN 9729924929 [24]
- 2005 - Na roça com os tachos, texto de João Carlos Silva, fotografía de Adriana Freire, Oficina do Livro, ISBN 9895551517 [25]
- 2005 - Desavergonhadamente pessoal: o trabalho dos actores, texto de Suzana Borges, fotografía Adriana Freire, Oficina do Livro, ISBN 989555107X [26][27]
- 2006 - Façam o favor de ser felizes!, texto de João Carlos Silva, fotografía de Adriana Freire, Oficina do Livro, ISBN 9789895552535 [28]
- 2007 - Depósito - Anotações sobre densidade e conhecimento, textos de José Marques dos Santos y Paulo Cunha e Silva, fotografía de Adriana Freire, Editora da Universidad de Porto, ISBN 9789728025700
- 2011 - Coma comigo: fácil, bom e barato, textos de Helena Sacadura Cabral, fotografía de Adriana Freire, Clube do Autor, ISBN 9789898452658[29]